# Turnau w Trójce
Turnau w „Trójce” – trzeci album polskiego wykonawcy poezji śpiewanej Grzegorza Turnaua, wydany w 1994 roku przez Pomaton EMI. Album ten jest zapisem koncertu w III Programie Polskiego Radia, który odbył się 26 marca 1994 w studiu M-1 przy ulicy Myśliwieckiej 3/5/7. 
Na płycie znajduje się szesnaście utworów. Znaczna część z nich ukazała się wcześniej na studyjnych albumach Turnaua: "Naprawdę nie dzieje się nic" oraz "Pod światło". Trzy piosenki Turnau wykonuje wraz z Andrzejem Sikorowskim.
Koncert jest zapowiadany przez dziennikarza Programu III Polskiego Radia - Janusza Deblessema. Na płycie pojawiają się również radiowe dżingle oraz głos dziennikarza Marka Niedźwieckiego.
Płyta została opatrzona następującym komentarzem autorstwa Janusza Deblessema: To jeden z tych szczególnych momentów, kiedy artystę w szczytowej formie udało się złapać "na gorącym uczynku". Mam nadzieję, że będzie to kolejna WIELKA płyta Grzegorza.
Album uzyskał status złotej płyty.

## Lista utworów
| 1.  | Powitanie                                                                                     | 2:08  |
|     |                                                                                               |       |
| 2.  | "Krótka bajka"                                                                                | 3:59  |
|     | - Ewa Lipska – słowa                                                                          |       |
| 3.  | "Sowa"                                                                                        | 2:37  |
|     | - Konstanty Ildefons Gałczyński – słowa                                                       |       |
| 4.  | "Wielki Odkrywco Wyobraźni"                                                                   | 2:28  |
|     | - Ewa Lipska – słowa                                                                          |       |
| 5.  | "Tak samo"                                                                                    | 2:10  |
|     | - Ewa Lipska – słowa                                                                          |       |
| 6.  | "Byłem w Nowym Jorku"                                                                         | 3:37  |
|     | - Michał Zabłocki – słowa                                                                     |       |
| 7.  | "Życia modele"                                                                                | 2:47  |
|     | - Michał Zabłocki – słowa                                                                     |       |
| 8.  | "Rzeźbione zmierzchem"                                                                        | 2:11  |
|     | - Kazimierz Mikulski – słowa                                                                  |       |
| 9.  | "Rozmowa z kobietą bez twarzy"                                                                | 2:04  |
|     | - Michał Zabłocki – słowa                                                                     |       |
| 10. | "Naprawdę nie dzieje się nic"                                                                 | 3:45  |
|     | - Michał Zabłocki – słowa                                                                     |       |
| 11. | "Pasjans A.D. 199..."                                                                         | 3:34  |
|     | - w duecie z Andrzejem Sikorowskim - Andrzej Sikorowski – słowa i muzyka                      |       |
| 12. | "Dobra rada"                                                                                  | 1:18  |
|     | - w duecie z Andrzejem Sikorowskim - Andrzej Sikorowski – słowa                               |       |
| 13. | "Nie przenoście nam stolicy do Krakowa"                                                       | 3:55  |
|     | - w duecie z Andrzejem Sikorowskim - Andrzej Sikorowski – słowa i muzyka                      |       |
| 14. | "Cichosza"                                                                                    | 3:05  |
|     | - Michał Zabłocki i Grzegorz Turnau – słowa                                                   |       |
| 15. | "Kawałek cienia"                                                                              | 4:24  |
|     | - Grzegorz Turnau – słowa                                                                     |       |
| 16. | "Pejzaż horyzontalny"                                                                         | 2:41  |
|     | - w duecie z Andrzejem Sikorowskim - Jan Kanty Pawluśkiewicz – muzyka - Wiesław Dymny – słowa |       |
|     |                                                                                               | 46:43 |
|     |                                                                                               |       |

## Wykonawcy
- Grzegorz Turnau – śpiew, fortepian
- Andrzej Sikorowski – śpiew i gitara (11, 12, 13, 16)
- Maryna Barfuss – flet
- Sławomir Berny – perkusja
- Robert Hobrzyk – gitara
- Adam Moszumański – wiolonczela, gitara basowa
- Mariusz Pędziałek – obój
- Michał Półtorak – skrzypce, śpiew
- Leszek Szczerba – saksofon, klarnet

Realizacja nagrań: Wojciech Przybylski; projekt graficzny książeczki płytowej wykonał: Krzyś Koszewski.